# 1959年4月8日日食
1959年4月8日日食是一次日環食，發生於1959年4月8日（西半球為4月7日）。新月當天（即朔日），地球上觀測到月球和太阳的角距離極小，此時月球如果恰好在月球交點附近，穿過太阳和地球之間，與地球、太阳接近一直線，則會出現日食。月球穿過太阳和地球之間，但距地球較遠，本影未能接觸地表，而使偽本影覆蓋的區域內看到月球的角直徑小於太陽，就形成日環食，同時在偽本影兩側數千公里的半影範圍內形成日偏食。此次日環食經過了澳大利亚、巴布亞紐幾內亞領地、英屬索羅門群島、吉爾伯特及埃利斯群島、托克劳、美屬薩摩亞，日偏食則覆蓋了马来群岛的大部分、澳大拉西亞、美拉尼西亚及周邊部分地區。

## 日食概況

### 出現區域
印度洋南部凱爾蓋朗群島東北約610公里的洋面在4月8日日出時最先看到日環食，隨後月球偽本影向東北移動，斜貫澳大利亚，途中在北領地東部接近與昆士蘭州交界處達到最大食分。此後偽本影又經過了澳大利亚海外領地、聯合國託管地巴布亞紐幾內亞領地（今巴布亚新几内亚），及英屬索羅門群島（今所罗门群岛）、英國殖民地吉爾伯特及埃利斯群島（今屬圖瓦盧的部分）、新西兰領地托克劳的部分島嶼，跨越國際日期變更線，再覆蓋美屬薩摩亞最北端的斯溫斯島後不久就在4月7日日落時分結束於普卡普卡環礁西北約230公里的洋面。
偽本影經過的陸地依次包括：
- ：自西南向東北斜貫西澳大利亚州中部偏南、北領地中部偏南、昆士蘭州北部，其中在北領地東部接近與昆士蘭州交界處達到最大食分；
- 巴布亞和紐幾內亞領地（今巴布亚新几内亚）：米爾恩灣省東南端；
- 英屬索羅門群島（英语：British Solomon Islands）（今所罗门群岛）：拉納爾和貝羅那省北端、中部群島省中南部、瓜達爾卡納爾省、馬基拉-烏拉瓦省、馬萊塔省中南部、泰莫圖省北端，其中包括首府霍尼亚拉（今所罗门群岛首都），是本次環食帶內唯一首都或首府（環食帶還覆蓋了今圖瓦盧首都富納富提，但當時並非首府，因為圖瓦盧隸屬於吉爾伯特及埃利斯群島）；
- 吉尔伯特和埃利斯群岛（今圖瓦盧部分）：努庫費陶環礁、富納富提環礁、努庫萊萊環礁，其中包括今圖瓦盧首都富納富提；
- 托克勞全境；
- 美属萨摩亚：覆蓋全境最北端的斯溫斯島。[3][4]

除了上述狹窄的環食帶內能看到日環食之外，月球半影覆蓋範圍內都能看到日偏食，包括马来群岛除蘇門答臘地區中北部和菲律宾北半部外的大部、澳大拉西亞、美拉尼西亚島群、密克羅尼西亞島群、玻里尼西亞島群除夏威夷群島外的大部、凱爾蓋朗群島，及南极洲靠近澳大利亚的約一半。其中絕大部分位於國際日期變更線以西，在4月8日看到日食，剩下的部分在4月7日看到日食。

### 基本參數
- 類型：日環食
- 食甚中心處（位於澳大利亚北領地東部）資料：
  - 日期：1959年4月8日3:23:35.4
  - 地點：19°7.4′S 137°35.2′E / 19.1233°S 137.5867°E
  - 食分：0.9401（環食帶內最大）
  - 日環食持續時間：7分25.5秒

## 相關的日食

### 1957-1960年的日食
月球交替位於相對的月球交點時，以半個交點年（食年），即約177天又4小時間隔出現下列日食。
| 降交點   | 降交點                   |          | 升交點                   | 升交點 |
| 沙羅週期 | 地圖                     | 沙羅週期 | 地圖                     |        |
| 118      | 1957年4月30日 環食       | 123      | 1957年10月23日 全食      |        |
| 128      | 1958年4月19日 環食       | 133      | 1958年10月12日 全食      |        |
| 138      | 1959年4月8日 環食        | 143      | 1959年10月2日 全食       |        |
| 148      | 1960年3月27日 偏食（南） | 153      | 1960年9月20日 偏食（北） |        |

### 沙羅周期
沙羅周期長度為18年11天。本次日食屬於沙羅周期138，共包含70次日食，依次為1472年6月6日至1580年8月10日的7次日偏食、1598年8月31日至2482年2月18日的50次日環食、2500年3月1日的1次全環食（亦稱混合食）、2518年3月12日至2554年4月3日的3次日全食、2572年4月13日至2716年7月11日的9次日偏食，總共歷時1244.08年。其中最長的全食發生於2554年4月3日，共持續56秒。
下表列舉了1901年至2100年間發生的屬於該周期的日食，是第25至35次：
| 25            | 26            | 27            |
| ------------- | ------------- | ------------- |
| 1905年3月6日  | 1923年3月17日 | 1941年3月27日 |
| 28            | 29            | 30            |
| 1959年4月8日  | 1977年4月18日 | 1995年4月29日 |
| 31            | 32            | 33            |
| 2013年5月10日 | 2031年5月21日 | 2049年5月31日 |
| 34            | 35            |               |
| 2067年6月11日 | 2085年6月22日 |               |

## 資料來源
1. ↑  樊忠玉. . 中国天文科普网.   [2016-03-22]. （原始内容存档于2014-09-17）.
2. 1 2  Fred Espenak. . NASA Eclipse Web Site.   [2016-03-22]. （原始内容存档于2020-10-24）.（英文）
3. ↑  Fred Espenak. . NASA Eclipse Web Site.   [2016-03-22]. （原始内容存档于2020-10-23）.（英文）
4. ↑  Xavier M. Jubier. .   [2016-03-22]. （原始内容存档于2019-08-31）.（法文）（英文）
5. ↑  Fred Espenak. . NASA Eclipse Web Site.   [2016-03-22]. （原始内容存档于2008-08-29）.（英文）
6. ↑  Fred Espenak. . NASA Eclipse Web Site.（英文）

## 外部連結
- NASA日食專頁（页面存档备份，存于）（英文）
- 可見區域圖和時間統計：由弗雷德·埃斯佩纳克做出的日食預報，NASA/GSFC
  - Google互動地圖呈現的日食範圍
  - 貝塞爾元素
- Google地圖顯示的日環食和日偏食範圍（页面存档备份，存于）（法文）（英文）

| \| \| 日食 \|                              |                             |                                           |
| 上一次日食： 1958年10月12日日食 （日全食） | 1959年4月8日日食 （日環食） | 下一次日食： 1959年10月2日日食 （日全食） |
| 上一次日環食： 1958年4月19日日食           | 1959年4月8日日食 （日環食） | 下一次日環食： 1961年8月11日日食          |
|                                            | 日食                        |                                           |